# Чёрная банда
Чёрная банда (фр. Bande noire) — во время Великой французской революции общества капиталистов и предпринимателей, скупавшие конфискованные правительством в качестве национальной собственности объекты недвижимого имущества духовных конгрегаций и эмигрантов, а также бывших майоратных владений. После прекращения практики продаж конфискованного национального имущества «чёрные банды» переключились на скупку у обедневших дворянских семей и последующую продажу их земельных владений по частям (парцелляция), что получило особое распространение во время Реставрации Бурбонов. Подобные сообщества обнаруживались и в других странах, в частности в Германии при секуляризации церковного имущества.
Оскорбительное прозвище названные общества получили за то, что, заботясь исключительно о максимальной выгоде от эксплуатации приобретённого имущества, часто беспощадно разрушали исторические памятники искусства и архитектуры, чтобы иметь возможность продавать строительный материал и произведения искусства по частям, что приносило большие барыши.

## Исторические сведения

### Регулирование продаж национального имущества
Главной причиной продажи объектов национального имущества во время Первой республики была финансовая необходимость, вызванная тяжёлым экономическим кризисом во Франции после революции 1789 года, а также политические мотивы по ослаблению противников революции: «Продажа церковных имуществ — земель и домов в городах — давала возможность покрыть дефицит, уничтожить остатки соляного акциза и не рассчитывать больше на продажу должностей, офицерских и чиновничьих, покупавшихся у государства. Вместе с тем продажей церковных земель имелось в виду создать новый класс земельных собственников, которые чувствовали бы свою связь с приобретённой ими в собственность землёй».
Сторонники распродажи церковных имуществ обосновывали их общественными интересами государства и увеличению частной инициативы. Безвыходное положение экономики и расстроенные финансы, полнейшая неудача займов, предложенных министром финансов Жаком Неккером, сделали актуальным обращение, по словам Талейрана, к «крупным и сильным мерам», то есть к конфискации и продаже церковных имуществ «как к единственному средству восстановления порядка в финансах». По предложению Талейрана Национальным собранием Франции 2 ноября 1789 года было принято следующее решение: «Всё церковное имущество находится в распоряжении нации», что фактически означало конфискацию церковного имущества, закрытие монастырей и церквей. Легитимность действий, ограничивающих всевластие и привилегии церкви, обосновывалась идеей народного суверенитета. Кроме того, предполагалось что эти меры уменьшат налоговое бремя и восстановят финансовое положение государства. Ле Шапелье в качестве довода приводил следующее соображение: все сословия и корпорации были уничтожены во имя безопасности государства, но если оставить церковные имущества в руках духовенства, то оно по прежнему останется независимым от государства и создаваемая политическая система будет дезорганизована. В качестве аргумента приводилось мнение согласно которому продажа конфискованных имуществ приведёт к уменьшению числа неимущих «безразличных к общественному порядку и опасных в период бедствий и брожения». По мнению одного из ораторов эти меры также могли увеличить и производительность почвы, поэтому необходимо было предоставить доступ к земельной собственности реальных землевладельцев, а не фиктивных. Талейран предлагал продавать земли не отрубными участками, а более мелкими, и допускать к покупке всех и каждого, а не одних кредиторов государства.
18 и 19 декабря 1789 года решено было выпустить ассигнации и, для обеспечения их, продать на сумму до 400 миллионов ливров конфискованные церковные имущества. Закон предписывал продавать имущества с торгов тому, кто больше даст, но крупные имения разрешалось делить, если в совокупности будет получена сумма не менее той, которую предлагали за весь домен в целом. За купленный земельный участок надо было внести в течение двух недель 12 % его стоимости (за дом — 20 %), остальное — в течение 12 лет. Позже период рассрочки сократили до 4,5 лет, от дробления имений фактически отказались. В целом к концу 1791 году было продано около половины конфискованных церковных имуществ.
Против секуляризации стало выступать духовенство, проводя активную агитацию. Укреплению позиций сторонников распродажи имуществ способствовало неудовлетворительное состояние государственной казны, в обществе возобладала точка зрения, что продажа земельной собственности и недвижимости, могла погасить долги правительства и сделать это было необходимо быстро за наличные деньги. Согласно июльскому декрету 1790 года распродажи могли сократить большую часть государственного долга, а также: «оживить земледелие и промышленность, оказать содействие общей массе богатств путём обращения этих национальных имуществ в частную собственность, которая всегда лучше управляется, и путём облегчения многим гражданам возможности стать собственниками».
В июле 1792 года была декретирована продажа бывших епископских домов и дворцов, с обязательным разделом их на участки, в августе — земель, принадлежавших светским конгрегациям и конфрериям, коллегиям, семинариям, а также земель, назначенных для содержания церквей, в сентябре — земель Мальтийского ордена.

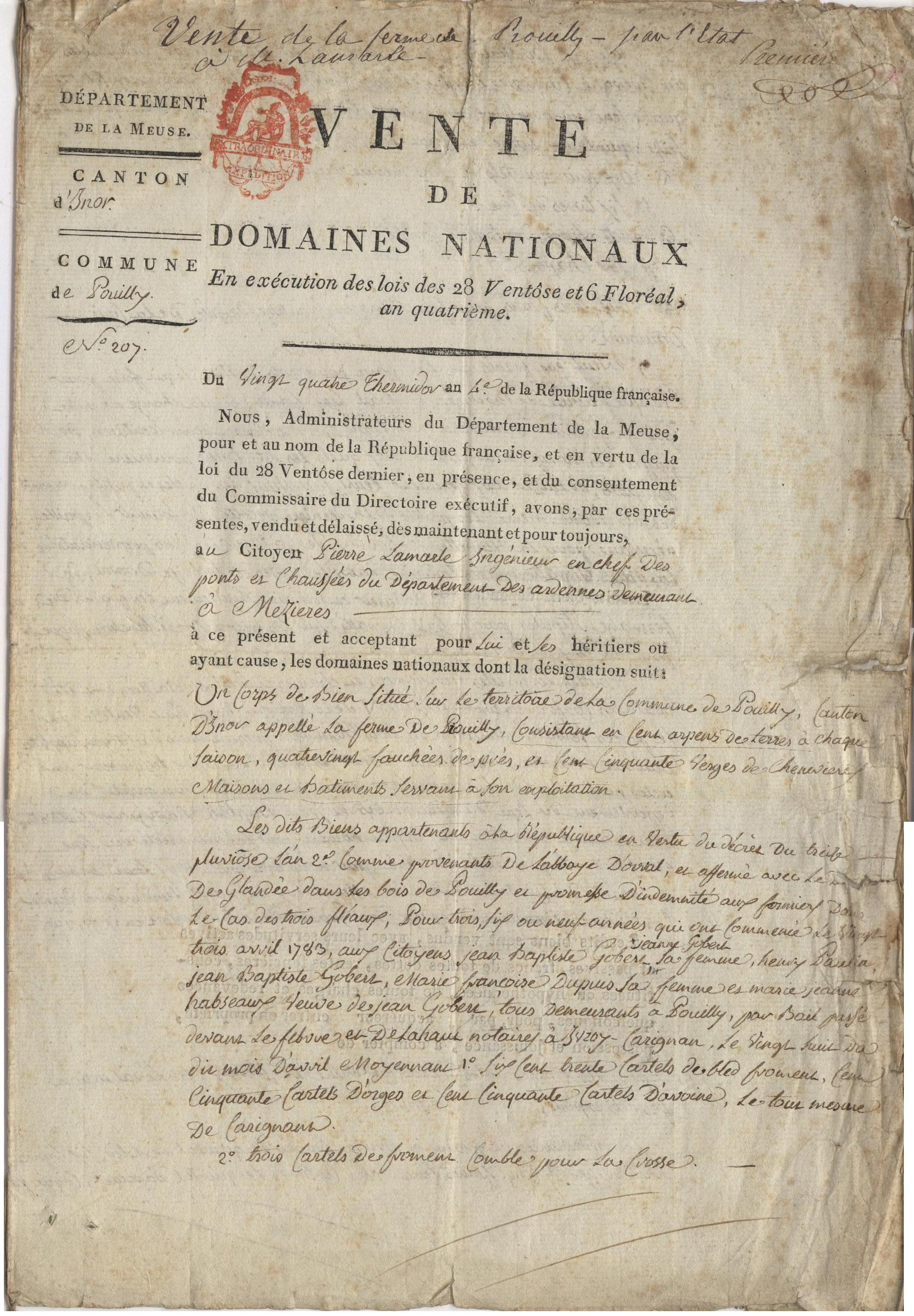
Акт продажи конфискованного национального имущества

Фонд продаваемых земель был увеличен созданием национального имущества иного рода — земель, принадлежавших эмигрантам. Продажа их была декретирована в марте, а порядок продажи определён в сентябре 1792 года. Обязательное разделение на участки было применено ко всякого рода землям, какого бы происхождения они ни были, при этом продажа основывалась на принципе полной свободы покупок, создавшей сильнейшую конкуренцию; не была запрещена и покупка земель ассоциациями. Позже ассоциации крестьянских общин или частных лиц, с целью покупать земли для раздела между покупателями, были объявлены мошенническими и подлежащими преследованию. Якобинцы законом от 3 июня 1793 года увеличили рассрочку до 10 лет, установив дробление крупных имений. Однако продажа по-прежнему происходила на торгах, где, как правило, побеждал богатый покупатель.
После термидорианского переворота условия продажи были изменены к ещё большей выгоде крупного покупателя, и с этого времени документы вовсе не фиксируют крестьянских покупок; таким образом буржуазия окончательно победила на подобного рода торгах. В 1795 году на законодательном уровне принимаются новые антиэмигрантские ограничения: была объявлена неприкосновенной собственность приобретённая во время революции, и были закреплены права приобретателей национальных имуществ. После принятия конституции III года была проведена амнистия, но эмигранты и неприсягнувшие священники были исключены из числа амнистированных.
Число категорий земельных имуществ, подлежащих продаже, постоянно увеличивалось. Вводятся новые способы продажи — посредством лотереи (29 жерминаля III года), без публичных торгов, под условием уплаты всей покупной суммы в течение трёх месяцев (12 прериаля III года). Одним из первых действий Директории была приостановка во всей Франции продажи национальных имуществ (30 брюмера IV года). Однако финансовые затруднения и падение ассигнаций заставляют возобновить продажу, а требование быстрой уплаты за них стоит теперь на первом месте, так как имеются в виду исключительно финансовые интересы, а не политические. 26 апреля 1802 года французским эмигрантам была объявлена амнистия, за исключением наиболее рьяных роялистов; им были возвращены те из конфискованных имений, которые ещё не успели приватизировать.
В историографии распространены две точки зрения на значение, которое имела распродажа национальных имуществ. Одни утверждают, что их продажа была выгодна для мелкого землевладения и значительно увеличила количество мелких собственников во Франции. Так, по мнению Жюля Мишле распродажи привели к «бракосочетанию крестьянина с землёй». Другие же историки, вслед за Алексисом де Токвилем, полагают, что продажа этих имуществ не увеличила в сколько-нибудь значительной степени число мелких собственников, и затем, идя далее Токвиля, утверждают, что продажа пошла главным образом на пользу представителям средней собственности, то есть буржуазии.
П. А. Кропоткин в своей работе, посвящённой Французской революции, указывал, что продажа церковного и дворянского имущества была вызвана тяжёлым экономическим положением республики:
Ассигнации колебались и жестоко падали в цене, и в таких условиях казне необходимо было как можно скорее выручать наличные деньги от продажи государственных имуществ, чтобы погашать соответственное число ассигнаций. Поэтому все правители — монтаньяры, точно так же как и жирондисты, гораздо менее думали о крестьянах, чем о немедленной реализации наибольших сумм денег. Предпочтение всегда отдавалось тому, кто платил деньгами при покупке земель; и благодаря этому составлялись так называемые „чёрные банды“ скупщиков и спекуляторов.— П. А. Кропоткин. Великая французская революция. 1789—1793

### Деятельность «чёрных банд»

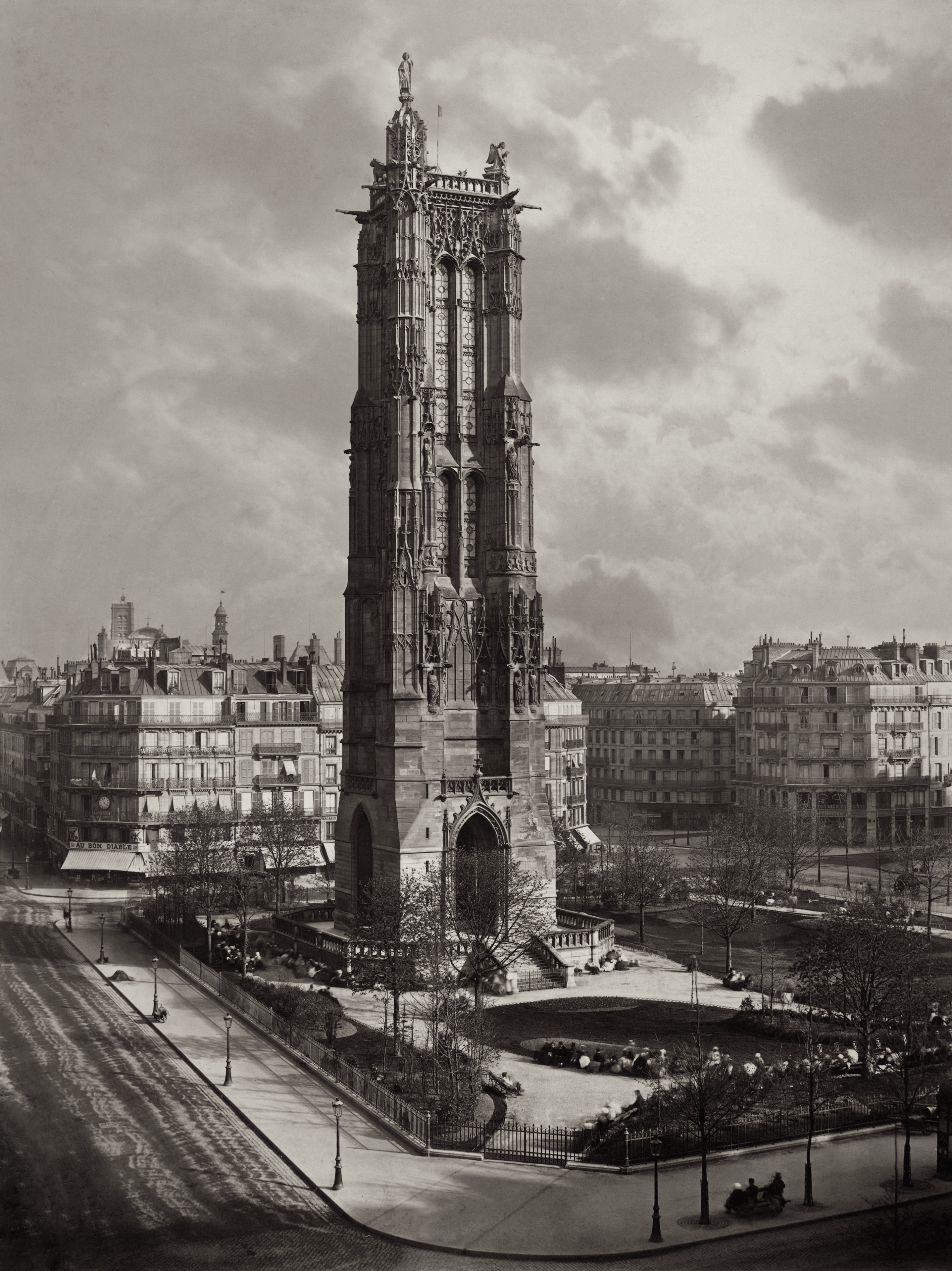
Башня Сен-Жак: колокольня, уцелевшая при разрушении парижской церкви Сен-Жак-ла-Бушери в 1797 году

Само словосочетание «чёрная банда» было известно ещё до революции и имело несколько значений, первоначально не связанных с земельными спекуляциями. Во времена Первой империи, по сообщениям префекта департамента Канталь, в этой административной единице действовала «некая чёрная банда, ежегодно прочесывающая самые бедные и отдалённые коммуны; набирая армию мальчишек, она посылает их в Париж, где дети становятся трубочистами или попрошайками».

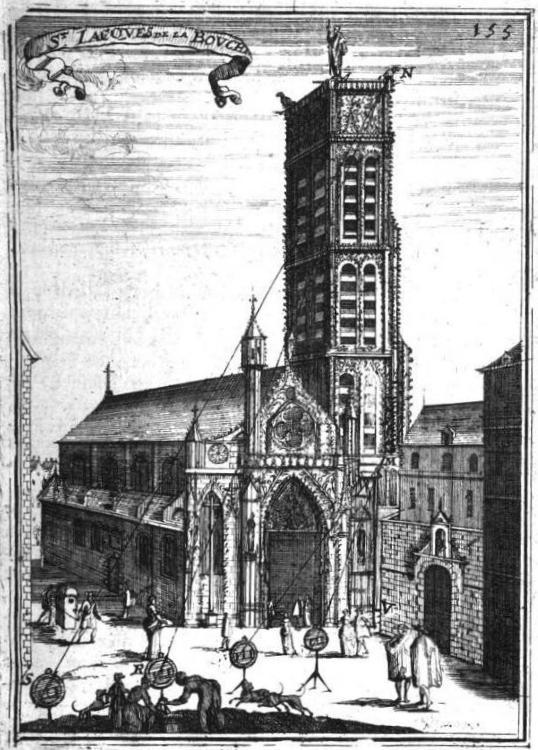
Разрушенная в 1797 году церковь Сен-Жак-де-ла-Бушери, начало XVIII века

В литературе отмечается, что распродажи были задуманы в интересах государства и на законодательном уровне, казалось бы, всё было предусмотрено, но на этой почве возник целый ряд злоупотреблений. Распространению земельных спекуляций способствовало то, что на государственном уровне возобладал сиюминутный «финансовый интерес», а не проблема увеличение числа собственников. Возникновение спекулятивных «чёрных банд» было вызвано обходом установленных законодательством ограничений: национальные имущества продавались муниципалитетам целыми массивами, так как такого большого участка земли отдельный крестьянин, даже зажиточный, осилить не мог: «Но существовал простой выход: некий посредник, обладавший достаточными деньгами, мог покупать земли у муниципалитетов, а затем дробить их и перепродавать…» Так как эти операции требовали крупных сумм денег, то скупщики объединялись в соответствующие сообщества с целью финансирования своих предприятий. При покупке вносилась только часть стоимости (от 12 до 30 процентов, в зависимости от категории имущества), а остальное подлежало рассрочке на двенадцать лет. Это означало, что спекулянт, приобретя у муниципалитета земли, перепродав их за наличные, мог немедленно совершить новую покупку и, повторяя такую операцию несколько раз, получал оборотные средства, намного превышающие первоначальный капитал.

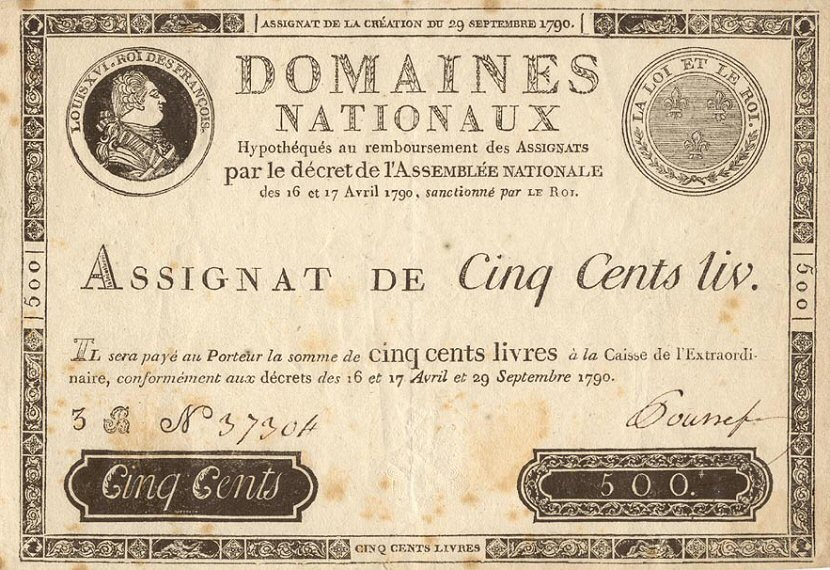
Односторонний королевский ассигнат номиналом 500 ливров, 1790

Также распространению деятельности «чёрных банд» способствовало и введение в денежный оборот ассигнатов и осуществление ими выплат при распродажах. Российский экономист М. Брун, писал по этому поводу, что условия на которых происходили распродажи, особенно в 1792—1793 годах, объективно способствовали злоупотреблениям: «… будь даже все французы ангелами бескорыстия, продажа национальных имуществ всё равно должна была выродиться в циничное расхищение народного достояния». По его мнению к таким злоупотреблениям «неминуемо вела система ассигнаций». При продаже изъятого имущества для уплаты за них были выпущены специальные государственные денежные обязательства — ассигнаты — сразу на сумму четыреста миллионов ливров, которые первоначально имели нарицательную стоимость в тысячу ливров каждый и котировались как ценные бумаги. Однако вскоре им была придана функция бумажных денег: их стали выпускать мелкими купюрами, и они приобрели хождение наравне с металлическими деньгами. Однако «звонкая монета» стала исчезать из обращения, а ассигнаты обесценивались и стали неуклонно терять в своей номинальной стоимости:
Падение курса заставило увеличить выпуски, а это, в свою очередь, понижало курс, и вскоре Учредительное собрание довело сумму ассигнатов почти до двух миллиардов. Ассигнаты стали котироваться из расчета 43 на 100, но не перестали представлять национальные имущества, которые соответственно падали в цене при официальных расчётах. Легко представить, какой простор открывался отныне для земельных спекуляций!..

Действительно, купив у государства землю на ассигнаты и перепродав её долями по курсу звонкой монеты, спекулянт на полученные деньги скупал новые ассигнаты за 50—40 процентов их номинальной стоимости, а потом расплачивался ими с государством за новые покупки. Так как казначейство принимало ассигнаты по номинальному, а не по спекулятивному курсу, каждая подобная сделка приносила немалый барыш, который возрастал в арифметической прогрессии по мере увеличения числа сделок…
«Чёрные банды» были заинтересованы в падении курса ассигнатов и скупали их за 50-40 процентов их стоимости. Такого рода операции позволяли быстро увеличить стартовый капитал: «Даже с точки зрения буржуазных политиков подобные приёмы были более чем сомнительны. Многие ораторы Учредительного собрания шли дальше: они называли их преступными и провели ряд законодательных мер, направленных против „чёрных банд“ и игры на понижение». Стендаль в автобиографической книге «Жизнь Анри Брюлара» (1835) писал про банковское учреждение, разбогатевшее на курсовой разнице ассигнатов: «Дом Перье принимал вклады из расчёта пяти процентов — сбережения служанок, привратников, мелких землевладельцев; это были суммы в 500, 800, 1 500 франков. Когда появились ассигнации и за один луидор можно было получить 100 франков, он вернул вклады всем беднякам; многие из них повесились или утопились».
Из департамента Мерт комиссары Конвента докладывали: «Накопляется сугубое недовольство при виде того, как компанией вампиров приобретаются национальные имущества, а затем перепродаются в розницу с колоссальным барышом». Как указывает историк Коротков С. В.: «Обладая абсолютным финансовым превосходством, буржуа скупали земли, а затем перепродавали. Поскольку при этом покупатели не получали от спекулянтов никаких льгот, то барыши были действительно колоссальными. Спекуляции были так выгодны, что заниматься ими приезжали даже иностранцы». Кроме того, при подобного рода операциях расплачивались и фальшивыми ассигнатами, производство которых было налажено в крупных размерах, в том числе и за границей, что также влияло на их курс относительно металлических денег. В этот период фальшивки так заполняют рынок, что возникает даже бюро экспертизы ассигнаций и издаются брошюры и инструкции по распознаванию фальсификатов.
В критике деятельности «чёрных банд» усматривается также антисемитская пропаганда, упрекавшая еврейское население в ведении ростовщических операций и утверждавшая, что церковные земли продаются с исключительной целью удовлетворить требования еврейских кредиторов.
После издания в 1808 году императором Наполеоном I указа, налагающего некоторые ограничения на еврейское население (в том числе на проведение ростовщических операций), префект департамента Сены в своём докладе проводит различие между «евреями», «христианами, впавшими в иудаизм» и «евреями, принявшими христианство», указывая, что среди лиц, «организовавших эти скандальные ростовщические лавки, уничтоженные благодаря мудрости правительства, в деятельности которых были обнаружены самые характерные еврейские махинации, не оказалось ни одного настоящего еврея»:
Таким образом, нет ни одного природного еврея во всей этой корпорации, известной в Париже под названием „чёрная банда“, которая в департаменте Сены заполняла залы судебных распродаж, оттесняя честных покупателей и захватывая всё, что выставлялось на продажу, чтобы затем перепродавать по более высокой цене, обманывая тем самым государство и подкупая отдельных лиц. Многие евреи, подобно другим гражданам, приобретали государственное имущество, чтобы пользоваться им, но среди них не было тех, кто покупал бы его для перепродажи. И абсолютно очевидно, что при совершении этих покупок они были вынуждены, подобно другим честным покупателям, платить дань новым евреям из чёрной банды.
В восточных регионах Франции, где традиционно проживало значительное количество еврейского населения, некоторые из служили прикрытием для тех христиан, которые не осмеливались открыто делать «еврейские дела». Так, мэр Меца описывал сложившуюся ситуацию следующим образом:
Покупатели государственного имущества как для собственных целей, так и по подряду, обращались к евреям за кредитами и получали у них деньги за очень высокий процент, потому что у самих евреев денег было мало, и они действовали как посредники для неевреев. Эти люди хотели получать высокую прибыль, но при этом сохранять видимость порядочных людей, какими они были известны в обществе. Таким образом, позор падал на голову евреев, а доход доставался другим.

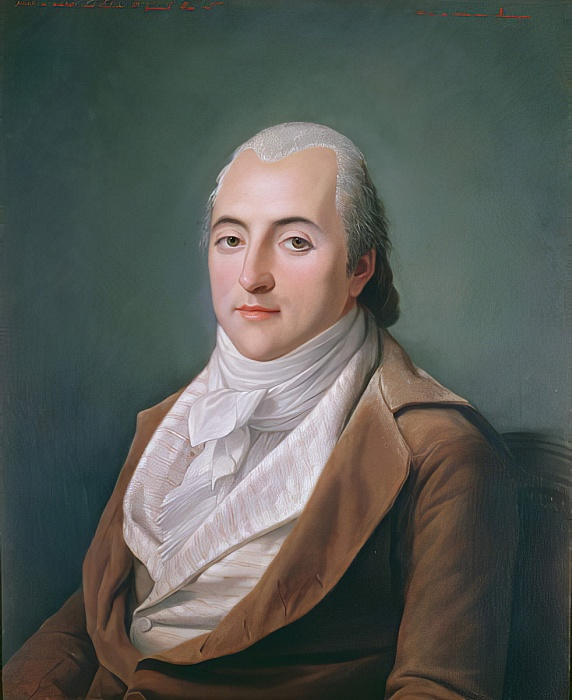
Портрет Сен-Симона

Также следует, что участием в спекулятивных операциях не гнушались не только представители буржуазии, но и дворяне и священнослужители, которые находили в подобного рода деятельности «патриотические мотивы» — это была в некотором роде демонстрация лояльности делу революции, подтверждало уверенность в необратимости изменений общественного строя вызванного ей. Так, в одном только в департаменте Сарта было зарегистрировано 50 дворян, занимавшихся покупкой и перепродажей земель. В департаменте Вьенна среди покупателей секуляризованного имущества значились 134 священника и 55 дворян. В подтверждение права государства отчуждать церковное имущество применялся неоднократно используемый в просветительской литературе, так называемый «завет Христа»: «Иисус сказал ему: если хочешь быть совершенным, пойди, продай имение твоё и раздай нищим; и будешь иметь сокровище на небесах; и приходи и следуй за Мною» (Мф 19:21).
Показательна в этом отношении позиция по данному вопросу классика и основателя школы утопического социализма графа де Сен-Симона, родственника герцога де Сен-Симона, племянника маркиза де Сен-Симона и который даже возводил происхождение своего рода к императору Карлу Великому: «Покупать у государства церковные земли значило содействовать успеху революции. Так расценивало распродажу земель общественное мнение, так расценивал её и Сен-Симон. Земельная спекуляция представлялась ему не только способом наживы, но и общественной заслугой», а в своих воспоминаниях он даже называет подобные сделки своей «финансовой службой». В начале своей деятельности, не имея стартового капитала для спекуляций, Сен-Симон безуспешно обошёл в Париже ряд финансистов, и обратился, в том числе, и к Антуану Лавуазье, но знаменитый химик и откупщик, однако, «побоялся скомпрометировать себя перед революцией, вступив в то, что его друзья называли Чёрной Бандой». По мнению Жюля Мишле, этот напрасный отказ навлёк на него большие неприятности; наоборот, это дело «могло бы спасти его от гильотины». Этому утверждению французского историка возражают тем, что на тот момент «чёрные банды» ещё не начали свою деятельность. В конечном итоге Сен-Симон нашёл первоначальный капитал и обзавёлся компаньонами для проведения финансовых операций и таким образом своеобразно «помогая революции». В 1824 году в «Катехизисе индустриалов» (1824) Сен-Симон отметит, что финансовая афера с национальными имуществами была благоприятна для свободы, предпринимательства и производства; эта перемена «не произвела ни малейшей дезорганизации: новые собственники проявили себя более способными, чем прежние». Мишле характеризовал этот эпизод из биографии «основателя утопизма» следующими словами: «Этот сын науки XVIII века внёс в спекуляции характер величия, высокой логики». По словам Станислава Вольского, советского биографа Сен-Симона после революции началась самая настоящая «бешеная земельная спекуляция, в которой принимали участие решительно все, располагавшие свободными средствами», а Сен‑Симон был убеждён: «наживая себе состояние, он спасает французскую свободу». Как указывает Гладышев А. В. сами «спекуляции», представляли собой тривиальный факт: «Не имея каких-либо предрассудков в этом отношении, Сен-Симон решил попробовать себя на новом поприще».
Приобретателями национальных имуществ были такие известные революционеры, как Дантон, Пьер-Жозеф Камбон (руководитель Комитета финансов) и его родственники, Сен-Жюст, такие предприниматели и дельцы, как аббат д’Эспаньяк, каноник Нотр-Дам, ещё до революции спекулировавший в союзе со своим другом Ш.-Ж. Шанграном — будущим тестем Сен-Симона. Переплетение интересов политических деятелей и дельцов вело к неизбежной коррупции и финансовым махинациям.
С другой стороны, в какой-то мере деятельность «чёрных банд» объективно соответствовала аграрным отношениям, складывающимся во Франции, для которой в целом, в отличие от Британии, до промышленной революции была характерна парцеллизация (раздробленость) крестьянского землепользования. Считается, что распродажа национальных имуществ была крупнейшим в истории Франции перераспределением собственности. По мнению историка Е. В. Киселевой: «Революционные события умножили возможность буржуазии в присвоении земель бывших привилегированных сословий. Никогда ещё с момента выхода буржуазии на историческую сцену не велись так широко операции по купле и продаже земель».
Окончательно в отношении скупщиков национальных имуществ термин «чёрная банда» закрепился во времена Реставрации Бурбонов и стал нарицательным, обозначая группу людей, которые ради своих интересов готовы пойти на сомнительные сделки и действия. Так, в 1825 году критик Анри де Латуш (фр. Henri de Latouche), выступая против представителей литературного романтизма, пишет о них как о «чёрных бандах драматических подрядчиков», которые грозят разрушить классический французский театр, а в 1829 году, критикуя объединение романтиков «Сенакль», сравнивает его с «чёрными бандами»: «Все партии уже оценили по достоинству тех спекуляторов, которые три десятка лет назад прошлись по Европе, разрушая величественные здания, уродуя статуи, стирая с лица земли памятники, стоящие на площадях; можно ли вообразить, что они отнесутся более снисходительно к спекуляторам, разрушающим памятники поэтические, к этим, как мы назвали их в другом месте, членам литературной чёрной банды?» Французский историк Мария Ромье в своей фундаментальной работе, посвящённой вопросам аграрной истории Франции, указывала, что свою деятельность «чёрные банды» продолжали и после Реставрации, когда их активность даже усилилась, они имели повсеместную агентурную сеть во время Второй империи. Ромье усмотрела в этих явлениях и громадном контингенте земельных спекулянтов «новый класс».

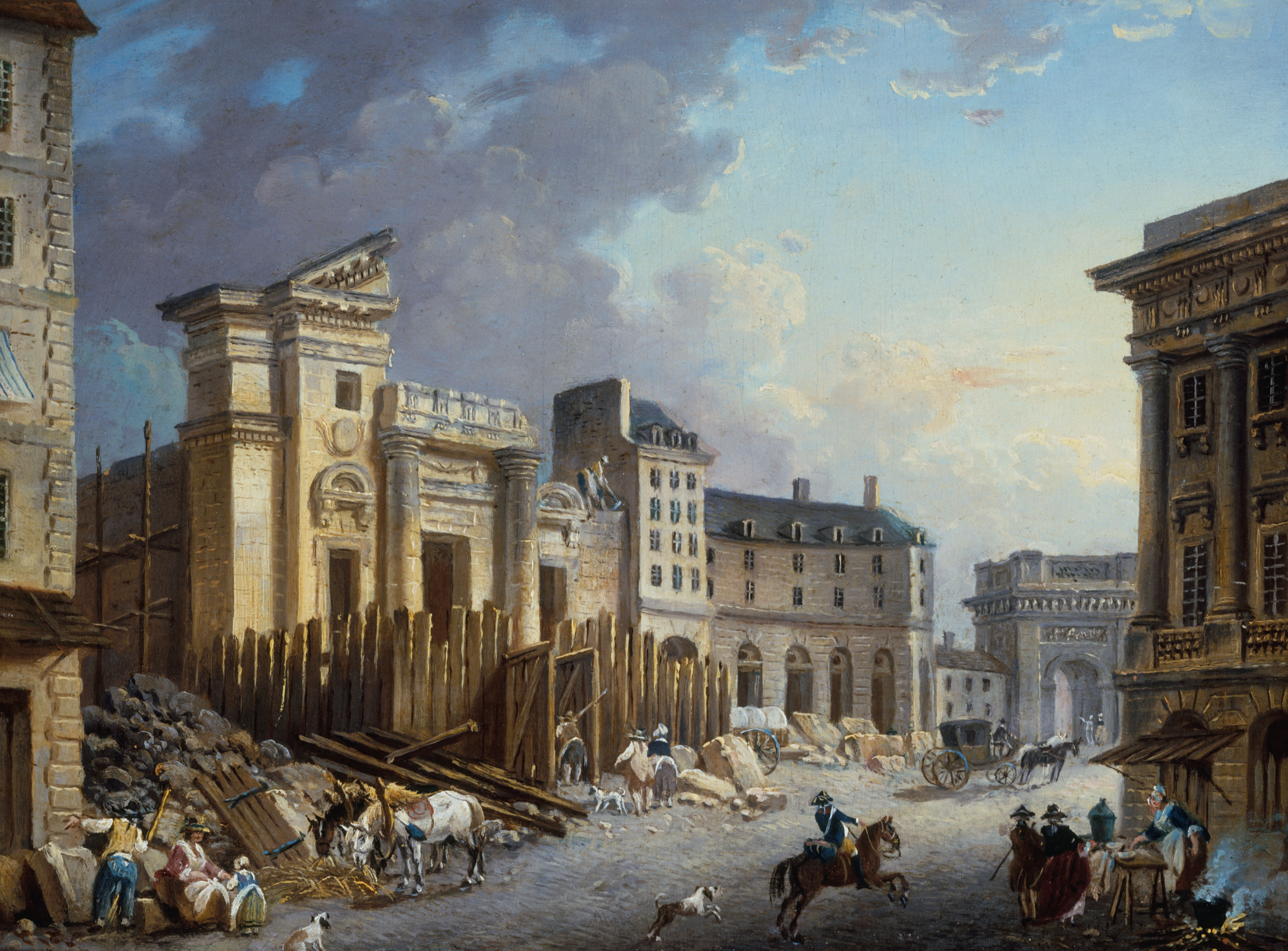
Пьер-Антуан Демаши. Разрушение церкви Сен-Бартелеми в 1791 году, музей Карнавале

Часто подобные сообщества выкупали крупные объекты недвижимости с единственной целью ликвидировать их и продать строительные материалы и предметы убранства. Среди таких архитектурных объектов, которые были разрушены полностью или частично, можно назвать: аббатство Селинкур (фр. L'abbaye de Sélincourt)(Сомма), аббатство Сен Вандриль (Приморская Сена), замок Ормес (Пуату), замок Шантелуп (Турень), замок Леюньи, замок Курменант, замок Шомо, замок Ришельё (Эндр и Луара), замок Шантийи, замок Ане, замок Монтаржи, замок Ско (О-де-Сен), замок Монсо (Сена и Марна), замок Ла Лонд (Приморская Сена) и др. Также было разрушено множество приходских церквей в крупных городах, особенно пострадали они в Париже на волне антирелигиозной пропаганды и дехристианизации.

### В культуре

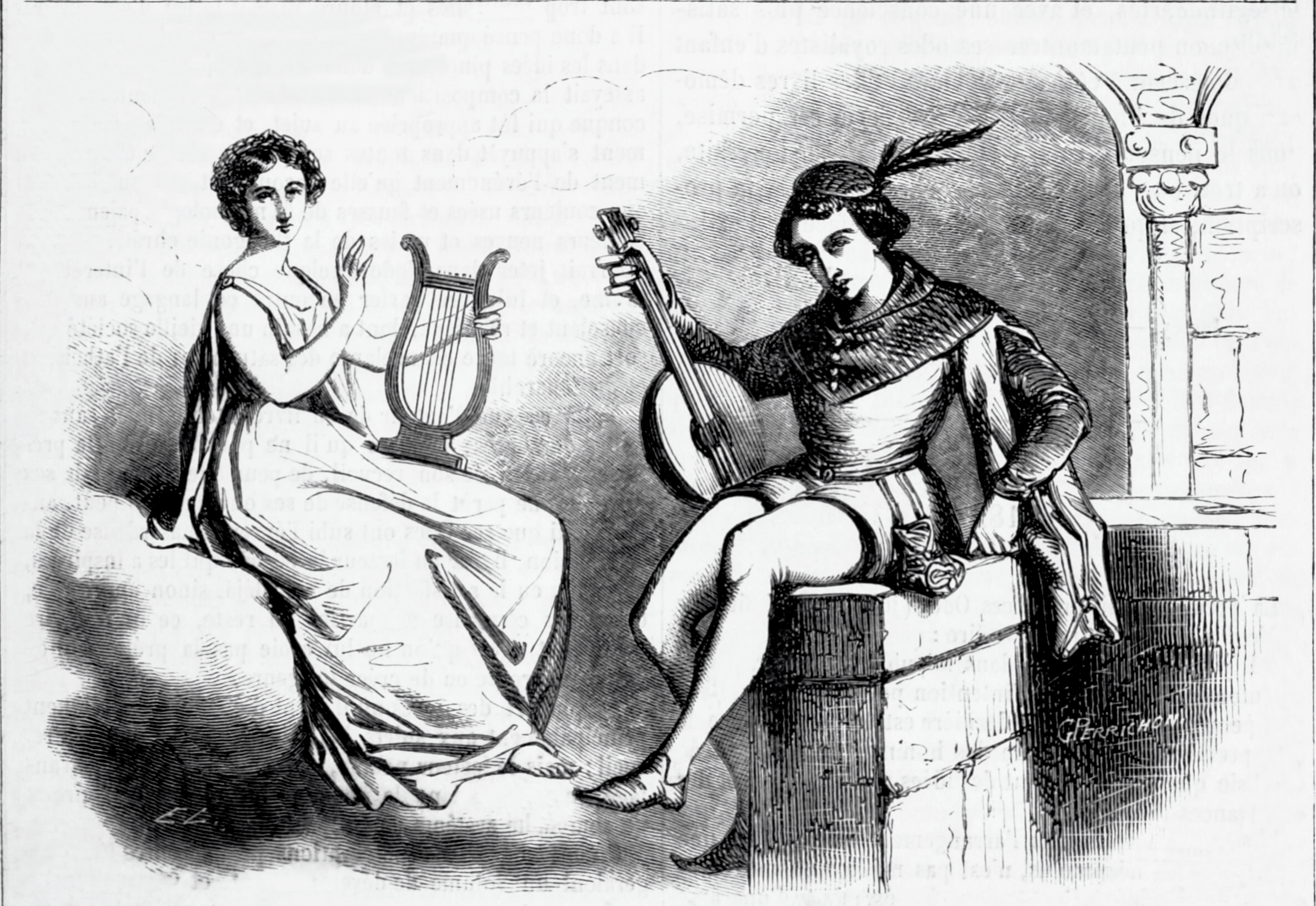
Иллюстрация к изданию 1853 года сборника Виктора Гюго «Оды и баллады»

Свою деятельность «чёрные банды» вели и в период Реставрации, когда они стали покупать у обедневших дворянских фамилий наследственные шато и имения «на слом», вырубали парки под пашни, и таким образом разрушали архитектурные памятники с целью извлечения строительных материалов и продажи по частям предметов интерьера, произведений искусства. В связи с этими негативными явлениями во французской литературе и критике возникла целая полемика. В частности, против этих варварских методов спекулянтов выступили представители «исторического романтизма», например Виктор Гюго. Привлечь внимание к этой проблеме и обличить методы работы «чёрных банд» было призвано стихотворение «La bande noire» из дебютного поэтического цикла лидера французского романтизма — «Оды и баллады». Отмечается, что французское название этого стихотворения буквально на русский язык труднопереводимо, поскольку в нём обыгрываются два омонима: существительное bande имеет среди прочего значение «повязка, перевязь», а также «банда, шайка», вследствие чего заглавие можно перевести и как «Чёрная повязка» (или «Чёрная перевязь»), и как «Чёрная банда». В первом случае название намекает на чёрную повязку, которую носят в знак траура, и в этом значении поэт имеет в виду траур по ушедшей исторической славе страны, а во втором подразумевается «банда» современных поэту спекулянтов, которые «убивают» прошлое страны:.
К чему мы нынче предков восхваляем?
У них был долг, а нам — права милей.
И вот мы духовенство истребляем
И убиваем королей.
Увы! Всё это так. Честь Франции святая,
Надежда, Вера вековая —
Их в наш злосчастный век уж нет.
Взамен достоинств давних — преступленье,
Что их съедает так, как разложенье

Из тела делает скелет.— Виктор Гюго. La bande noire. Перевод А. А. Сапёлкина
В этом стихотворении Гюго гневно осуждает многочисленные разрушения архитектурных памятников старины, которые происходили в его время: «Он выступает против алчности „чёрной банды“ парвеню и нуворишей, которые, пользуясь анархией, царившей в стране после революции, за бесценок скупали национальное наследие и обогащались на его перепродаже или уничтожении. „О, французы! Давайте уважать эти останки!“ — заключает Гюго, присоединяя свой голос к голосам всех французских романтиков того времени — от Шатобриана до Мериме». По мнению Грэма Робба, современного биографа Гюго, обращение писателя к защите национального культурного достояния и трепетное отношение к архитектуре прошедших эпох возникло у поэта под влиянием его друга Шарля Нодье, к чему среди прочего он причисляет «открытие исчезнувших цивилизаций на руинах того, что расчищалось во имя прогресса или ради прибыли» и, видимо, в дальнейшем нашло своё отражение в романе Гюго «Собор Парижской Богоматери», где он защищает готическую архитектуру. Как замечает В. А. Мильчина, Нодье одним из первых начал борьбу за сохранение памятников французской культуры, которую вскоре продолжил Гюго. В частности, Нодье выступал против другого сходного по своей сути явления — «книжного живодёрства»: представители этой «профессии» сдирали с книг богатые переплёты и пускали сафьян или телячью кожу на изготовление женских туфелек, а бумагу на кульки и картон.
Однако среди образованных людей были и оправдывающие их методы деятельности. Так, известный либеральный памфлетист Поль-Луи Курье выступил на защиту «чёрной банды» из соображений, обусловленных не столько экономически, сколько политически, протестуя против открытой роялистскими кругами подписки на приобретение для наследника престола замка Шамбор. По его мнению, новые хозяева бывших дворянских имений, быть может, и не очень уважают феодальные памятники архитектуры, зато старательнее хозяйствуют на земле, способствуя процветанию современной Франции: «…скажу вам откровенно, что я перехожу на сторону „чёрной банды“, которая, по-моему, имеет больше заслуг, чем „белая банда“, лучше служит государству и королю. <…> Тут прямая польза и большая выгода, я считаю, и для страны и для бесконечного числа частных лиц». В другом памфлете Курье, под названием «Gazette du village», воздаётся должное деятельности «чёрной банды», которая «дробит землю так, чтобы каждый смог её получить, согласно божьему закону». Курье в этом памфлете приводит сведения об усадьбе Лабордери и её судьбе, распроданной «чёрной бандой» по мелким участкам крестьянам, поселившимся в её постройках и занявшимся там сельским хозяйством.
Деятельность представителей «чёрной банды» упоминается и описывается в целом ряде книг Оноре де Бальзака: «Модеста Миньон», «Госпожа Фирмиани», «Кузен Понс», «Сельский священник», «Крестьяне». В позднем романе «Крестьяне» речь идёт о выкупе и продаже по участкам построенного в 1560 году замка Эг и его парка, которые в итоге были перепроданы «чёрной банде» и в результате ландшафт имения полностью преобразился, как это происходило и с другими бывшими дворянскими и церковными владениями, пострадавшими от деятельности земельных спекулянтов:
Край был неузнаваем. Вместо таинственного леса и парка с его аллеями тянулись распаханные поля; окрестности напоминали лист картона с наклеенными образчиками материй. Крестьянин — победитель и завоеватель — завладел имением. Оно было раздроблено на тысячи участков, а население между Кушем и Бланжи увеличилось втрое. Некогда столь оберегаемый пленительный парк был распахан, и охотничий домик, именовавшийся ныне виллой „El Buen Retiro“ и принадлежавший Изоре Гобертен, обнажился.— Оноре де Бальзак. Крестьяне